# Державне антифашистське віче народного визволення Боснії та Герцеговини

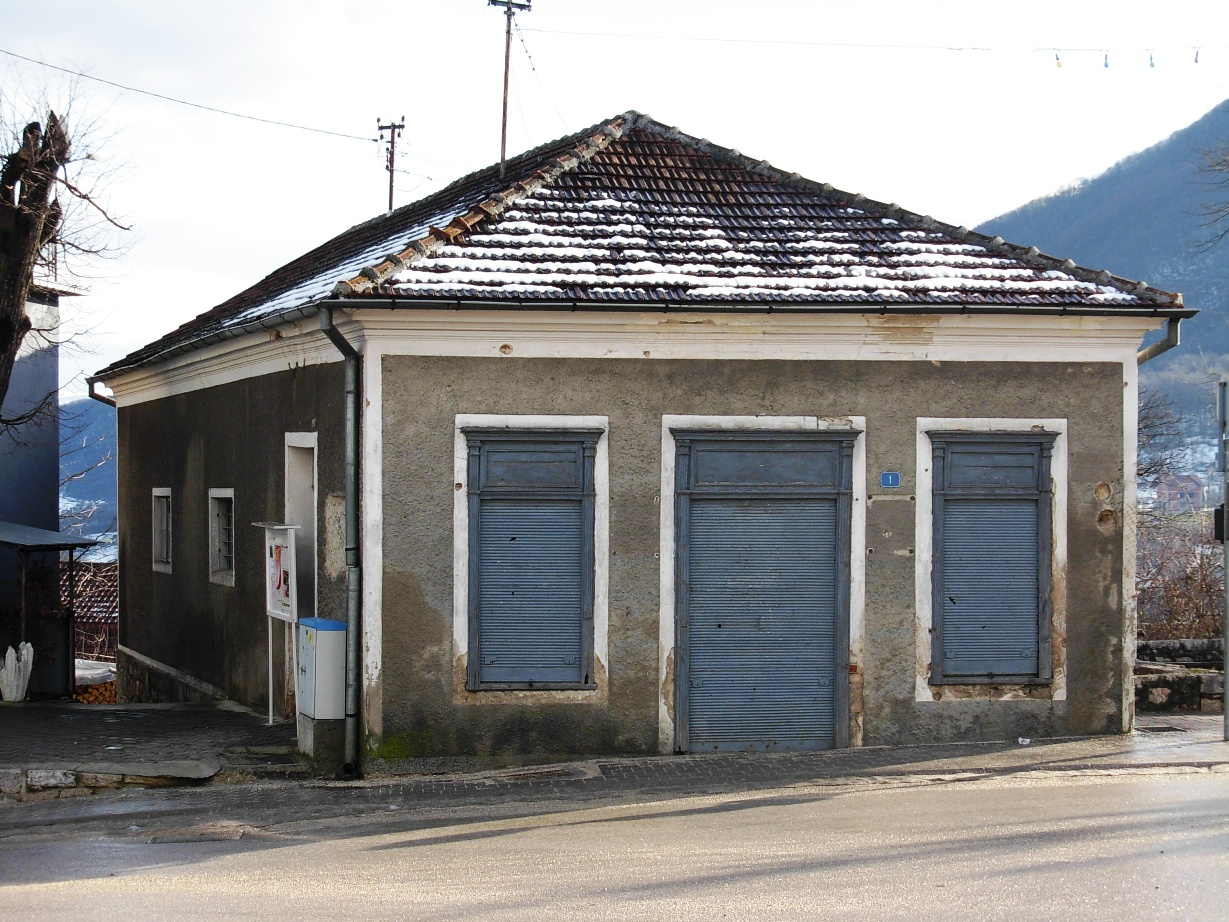
Будинок, у якому відбулася перша сесія ЗАВНОБіГ (нині меморіальний музей)

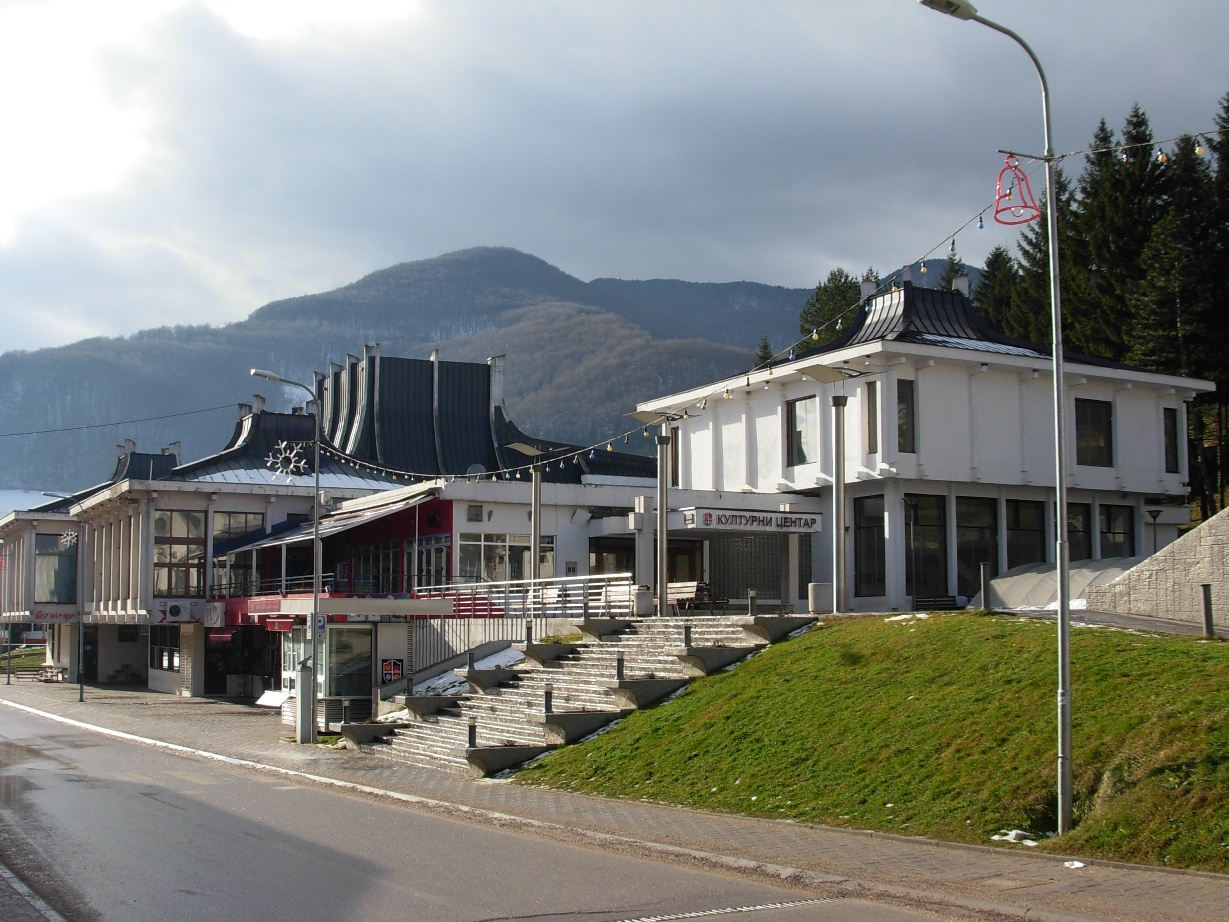
«Дім ЗАВНОБіГ» — центр культурного і суспільного життя міста, відкритий 27 листопада 1973 р. в рамках святкування 30-ї річниці історичного першого засідання

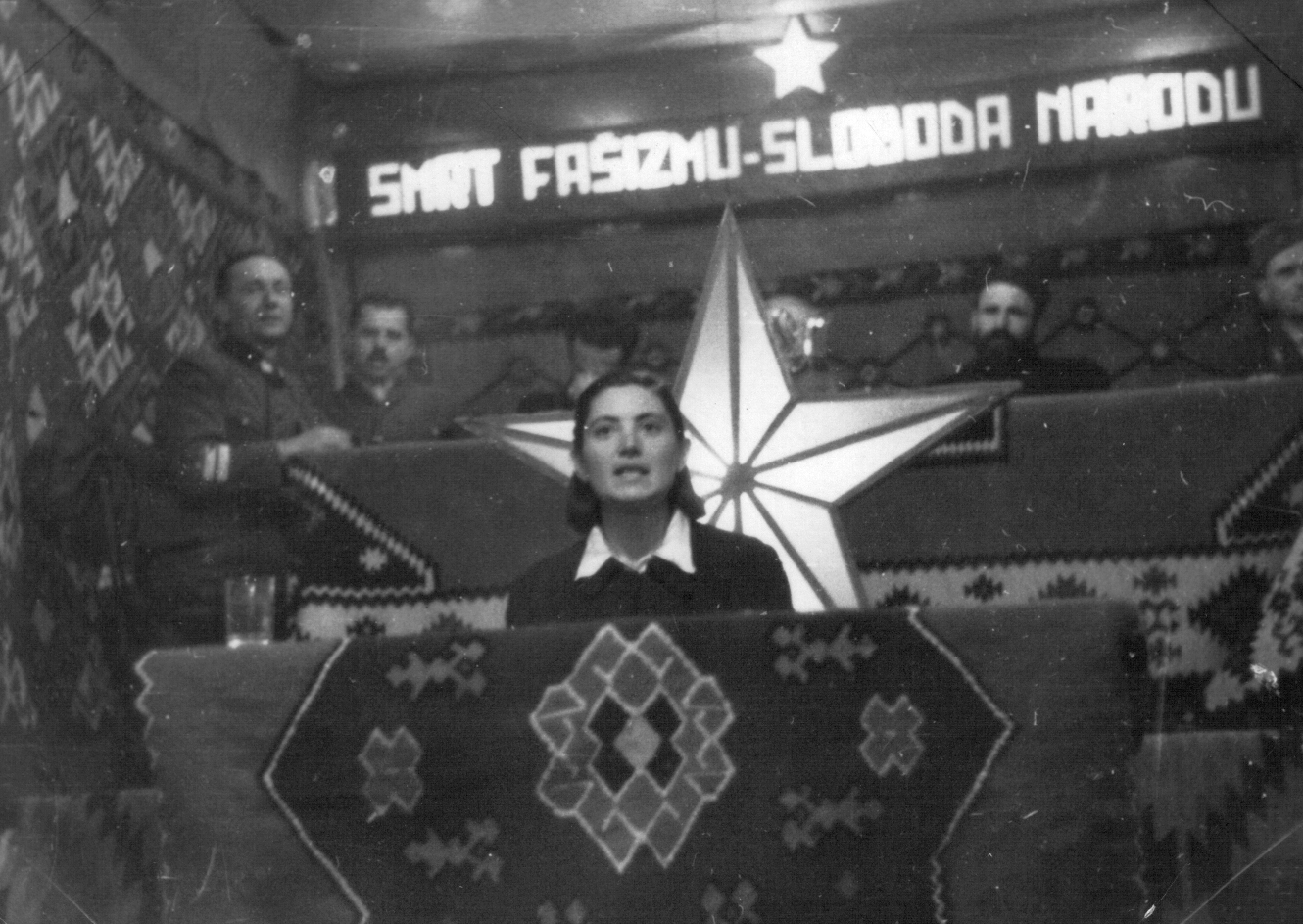
Народний Герой Югославії Рада Вранєшевич виступає на першій сесії ЗАВНОБіГ

Державне антифашистське віче народного визволення Боснії та Герцеговини, ЗАВНОБіГ (сербохорв. Zemaljsko antifašističko vijeće narodnog oslobođenja Bosne i Hercegovine «Загальнонаціональна антифашистська рада народного визволення Боснії і Герцеговини», скорочено: сербохорв. ZAVNOBiH) — військовий парламент, який виник як найвищий керівний орган антифашистського руху у Боснії і Герцеговині та якому під час Другої світової війни судилося стати носієм боснійської державності. Утворений 25 листопада 1943 як територіальний підрозділ керівного органу югославських партизанів — Антифашистського віча народного визволення Югославії (АВНВЮ). Його головою був сербський лікар із Бієліни Воїслав Кецманович.
Дата його утворення нині святкується як День державності Боснії і Герцеговини, але як державне свято відзначається тільки у межах Федерації Боснії і Герцеговини, оскільки керівники Республіки Сербської заперечують історичну вагу цієї події.

## Історія
Загалом було проведено три засідання Загальнонаціональної антифашистської ради народного визволення Боснії та Герцеговини: перше — у Мрконіч-Граді 25 листопада 1943, друге — у Санському Мосту 30 червня 1944 і третє та останнє — у Сараєві 26 квітня 1945 року.
Перше засідання ЗАВНОБіГ розпочалося у місті Мрконіч-Град 25 листопада 1943 року о 19:00 і закінчилося 26 листопада о 4:00. На відкритті засідання були присутні 247 делегатів з усіх куточків Боснії та Герцеговини, з яких 173 володіли правом голосу. На цьому засіданні офіційно проголосили ЗАВНОБіГ загальнополітичним представництвом народно-визвольного руху Боснії і Герцеговини, хоча насправді утворення діяло як найвищий орган влади.
Делегати ухвалили резолюцію Віча і відозву до народів Боснії і Герцеговини, в якій наголошувалося, що у майбутньому Боснію і Герцеговину та її народи в країні і за кордоном можуть представляти і уособлювати тільки ЗАВНОБіГ і АВНВЮ. Цими документами водночас виражалася рішучість народів Боснії та Герцеговини бачити свою країну ні сербською, ні хорватською, ні мусульманською, а і сербською, і мусульманською, і хорватською братерською спільнотою, у якій забезпечуватиметься повна рівність усіх сербів, мусульман і хорватів. На засіданні було обрано 58 делегатів від Боснії і Герцеговини на Другу сесію АВНВЮ 29 листопада 1943. Одночасно було обрано Президію ЗАВНОБіГ у складі 31 члена на чолі з д-ром Воїславом Кецмановичем.
Друге засідання ЗАВНОБіГ відбулося 30 червня — 2 липня 1944 у місті Санський Мост. На ньому 1 липня 1944 було прийнято Декларацію про права громадян у Боснії і Герцеговині, де зазначалося:
|  | Втілена в Народно-визвольних комітетах і ЗАВНОБіГ вона гарантує: - рівність між сербами, мусульманами і хорватами Боснії і Герцеговини, яка є їхньою спільною і неподільною батьківщиною; - свободу совісті та віросповідання і рівність усіх конфесій; - свободу зібрань та угод, об'єднань та преси; - особисту і майнову безпеку громадян, а також свободу приватної ініціативи в економічному житті; - рівність жінок із чоловіками, як у політичному житті країни, так і в усіх ділянках суспільної діяльності; - виборче право в демократичній Боснії і Герцеговині виборці будуть здійснювати шляхом таємного голосування на основі загального, рівного і прямого виборчого права; - активне і пасивне виборче право мають кожен громадянин і громадянка, яким виповнилося 18 років і які не позбавлені цього права в законному порядку; - бійці Народно-визвольної армії та партизанських загонів Югославії мають це право незалежно від віку; - кожному громадянину забезпечується право оскаржити рішення влади, а також право на подачу звернення і скарги до всіх органів державної влади; - ніхто не може бути засудженим без попереднього судового процесу. |

Після вступу партизанських військ у Сараєво 26 квітня 1945 скликано третє засідання ЗАВНОБіГ, яке було останньою під час війни і взагалі останньою сесією цього органу. На засіданні спочатку схвалили роботу Президії у міжсесійний період, а потім реорганізували ЗАВНОБіГ у Тимчасові народні збори Боснії і Герцеговини. Там було також ухвалено Закон про Народний уряд Боснії і Герцеговини.